# NGC 4799
NGC 4799 est une galaxie spirale située dans la constellation de la Vierge. Sa vitesse par rapport au fond diffus cosmologique est de 3 109 ± 23 km/s, ce qui correspond à une distance de Hubble de 45,9 ± 3,2 Mpc (∼150 millions d'al). NGC 4799 a été découverte par l'astronome germano-britannique William Herschel en 1786.
NGC 4799 présente une large raie HI et c'est une galaxie LINER, c'est-à-dire une galaxie dont le noyau présente un spectre d'émission caractérisé par de larges raies d'atomes faiblement ionisés. C'est une galaxie active de type Seyfert.
À ce jour, une mesure non basée sur le décalage vers le rouge (redshift) donne une distance d'environ 46,800 Mpc (∼153 millions d'al). Cette valeur est à l'intérieur des valeurs de la distance de Hubble.